# Джесика Роскоу
Джесика Роскоу (на английски: Jessica Roscoe) е австралийска писателка на бестселъри в жанра фентъзи, паранормален любовен роман и еротичен трилър. Пише и под псевдонима Лили Сейнт Джърмейн (на английски: Lili Saint Germain / Lili St. Germain).

## Биография и творчество
Джесика Роскоу е родена в Австралия. Израства в Пърт. Като страстна читателка тя винаги е мечтаела да бъде писател. Учи кино и кинодраматургия в университета. След дипломирането си работи като търговски представител за компания за търговия с вино.
Когато излиза в отпуск по майчинство през 2012 г., започва да пише първия си роман, за който е вдъхновена по време на шестмесечен престой в САЩ, където работи като спасител на летен лагер в Ню Джърси. Завършва го, когато дъщеря ѝ е на 4 месеца.
Първият ѝ паранормален фентъзи трилър „Walking Dead Girl“ от поредицата „Земя на вампири“ е публикуван самостоятелно в „Amazon“ през 2013 г.
През 2014 г. пише и издава самостоятелно в Интернет еротичната поредица „Джипси Брадърс“ обхващайки темата за отмъщението, моторизираните наркобанди и фаталната обсебваща любов.
Книгите ѝ стават бестселъри и това преобръща живота на семейството ѝ. Получава договор и се посвещава на писателската си кариера.
За следващите си романи проучва очакванията на читателите и създава поредицата „Картел“. Тя е в духа на „Петдесет нюанса сиво“, и е издадена през 2015 г.
Джесика Роскоу живее със семейството си в Пърт, Австралия.

## Произведения

### Като Джесика Роскоу

#### Серия „Земя на вампири“ (Vampireland)
1. Walking Dead Girl (2013) – издаден и като „Wombstone“

### Като Лили Сейнт Джърмейн

#### Серия „Джипси Брадърс“ (Gypsy Brothers)
1. Seven Sons (2014)
Седем синове, фен-превод
2. Six Brothers (2014)
Шестима братя, фен-превод
3. Five Miles (2014)
Пет мили, фен-превод
4. Four Score (2014)
Четири точки, фен-превод
5. Three Years (2014)
Три години, фен-превод
6. Two Roads (2014)
7. One Love (2014)
8. Zero Hour (2015)

#### Серия „Картел“ (Cartel trilogy)
1. Cartel (2015)
2. Kingpin (2016)
3. Empire (2016)

#### Серия „Кухнята на Ада“ (Hell's Kitchen)
1. Hell's Kitchen (2015) – с Кали Харт